# Municipio de Velvet Ridge
El municipio de Velvet Ridge (en inglés: Velvet Ridge Township) es un municipio ubicado en el condado de White en el estado estadounidense de Arkansas. En el año 2010 tenía una población de 922 habitantes y una densidad poblacional de 24,41 personas por km².

## Geografía
El municipio de Velvet Ridge se encuentra ubicado en las coordenadas 35°24′50″N 91°34′0″O / 35.41389, -91.56667. Según la Oficina del Censo de los Estados Unidos, el municipio tiene una superficie total de 37.77 km², de la cual 37,77 km² corresponden a tierra firme y (0 %) 0 km² es agua.

## Demografía
Según el censo de 2010, había 922 personas residiendo en el municipio de Velvet Ridge. La densidad de población era de 24,41 hab./km². De los 922 habitantes, el municipio de Velvet Ridge estaba compuesto por el 93,82 % blancos, el 0,33 % eran afroamericanos, el 0,54 % eran amerindios, el 2,6 % eran de otras razas y el 2,71 % eran de una mezcla de razas. Del total de la población el 3,47 % eran hispanos o latinos de cualquier raza.